# Ravnik pri Hotedršici
Ravnik pri Hotedršici – wieś w Słowenii, w gminie Logatec. W 2018 roku liczyła 49 mieszkańców.